# Mirabeau répondant à Dreux-Brézé (Dalou)
Pour les articles homonymes, voir Mirabeau répondant à Dreux-Brézé (Fragonard).
Mirabeau répondant à Dreux-Brézé, dit aussi États généraux, Séance du 23 juin 1789, est un haut-relief monumental en bronze de Jules Dalou, réalisé en 1890, conservé au palais Bourbon à Paris.

## Description
Le haut-relief représente une scène de la séance royale du 23 juin 1789 durant les États généraux de 1789, dans une salle de l'hôtel des Menus-Plaisirs de Versailles. Alors que le roi demande aux délégués de se séparer, il n'est suivi que par la noblesse et une partie du clergé. La demande du roi est réitérée à Jean Sylvain Bailly par le grand maître des cérémonies, Henri-Évrard de Dreux-Brézé, qui lui rétorque : « La Nation assemblée ne peut recevoir d'ordre ». Puis Mirabeau se serait avancé pour dire : « Allez dire à ceux qui vous envoient que nous sommes ici par la volonté du peuple, et qu'on ne nous en arrachera que par la puissance des baïonnettes. »
De gauche à droite : un ouvrier tapissier enlève l’une des banquettes, illustrant la décision de suspendre les séances des États généraux. Le marquis de Dreux-Brézé se tient debout, la tête couverte, la canne à la main. Mirabeau lui fait face tête haute, le regard plein de feu, le bras droit légèrement tendu, tandis que de la main gauche fortement crispée, il froisse son chapeau, lançant sa célèbre apostrophe. Bailly, doyen et président du tiers état, s’appuie sur la table, les deux mains largement étendues. L’abbé Grégoire, l'abbé Sieyès, Paul-Victor de Seze et quelques gentilshommes sont près de lui, illustrant l'alliance d'une partie du clergé et de la noblesse au tiers état. Une soixantaine d'autres personnages sont représentés, solidaires de l'expression de Mirabeau.

## Historique

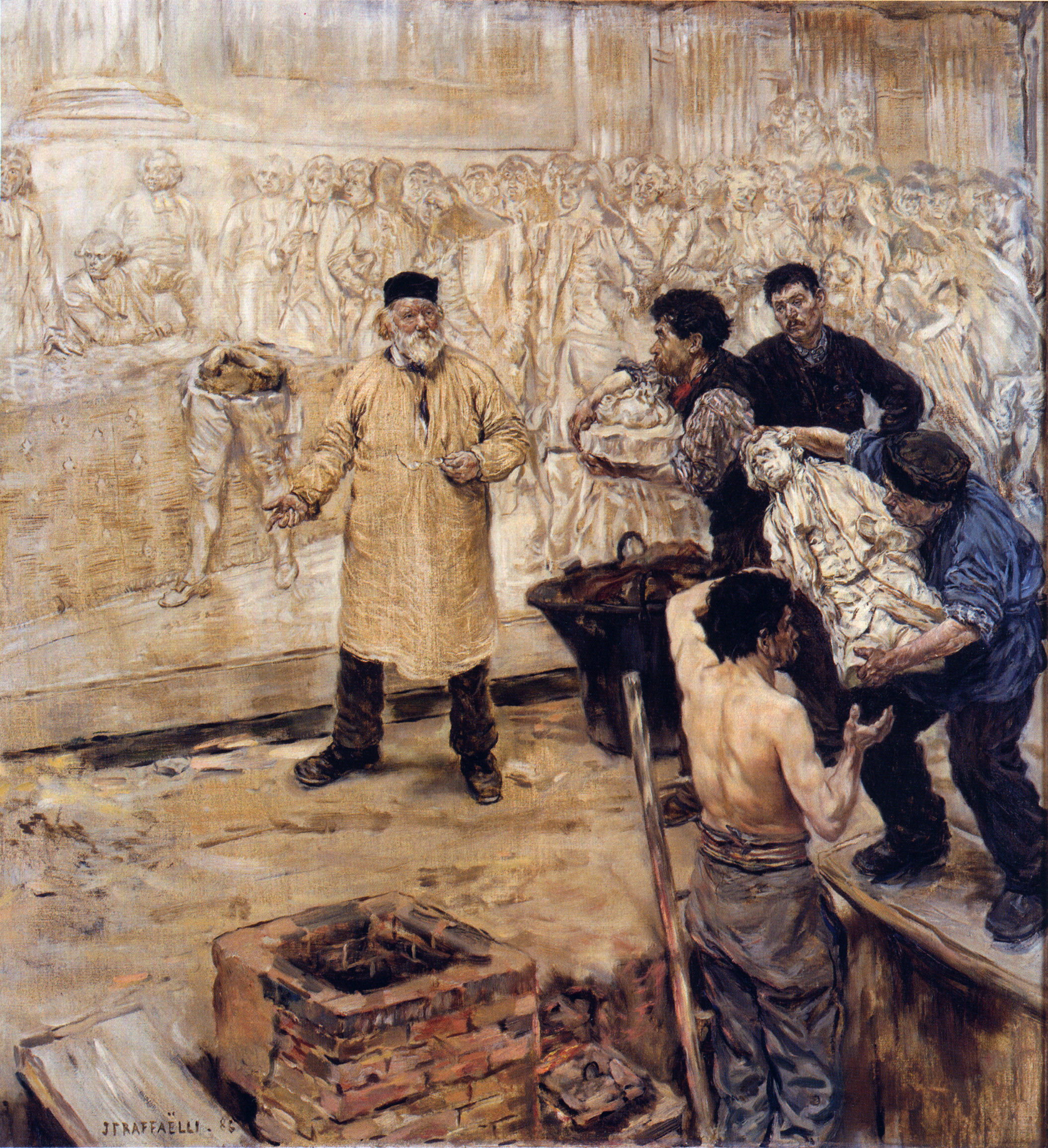
Jean-François Raffaëlli, Chez le fondeur (1886), musée des beaux-arts de Lyon. Eugène Gonon dirige dans son atelier la confection des moulages préliminaires à la fonte du bronze du haut-relief.

Un concours pour l'édification d'un Monument à la gloire de l'Assemblée constituante, prévu pour la ville de Versailles, est lancé en 1879 par l'État français sous l'impulsion du sénateur républicain Édouard Charton. Parmi les projets concurrents, un vaste ensemble architectural proposé par l'architecte Eugène Train avec les sculpteurs Jean-Paul Aubé et Jules Dalou est exposé au Salon de 1881. Le projet de monument est finalement abandonné, mais un des éléments ornant son piédestal — un haut-relief représentant Mirabeau répondant à Dreux-Brézé, conçu par Dalou — retient l'attention de Léon Gambetta qui souhaiterait le voir orner une salle du Palais Bourbon à Paris. La commande est passée en 1881 au sculpteur. Dalou expose le modèle en plâtre au Salon de 1883, où un vif succès public et critique accueille son œuvre qui remporte la médaille d'honneur,.
Dalou souhaite que la pièce soit fondue en bronze à cire perdue d'un seul jet, technique qui permet de conserver toutes les finesses du modelage original, mais qui représente un tour de force exceptionnel pour un haut-relief de cette dimension. Il s'adresse au fondeur Eugène Gonon, le seul, à ses yeux, capable de mener à bien une telle opération. Au terme de péripéties techniques diverses, le bronze est achevé en 1890 et installé dans l'actuelle salle Casimir-Perier au palais Bourbon en 1891.
Son esquisse en plâtre est conservée à Paris au Petit Palais, et le modèle original en plâtre, à grandeur d'exécution, déposé en 1891 au musée d'art et d'histoire de Toul, a été détruit dans l'incendie qui a ravagé le musée en 1939. Le Petit Palais conserve également neuf fragments en terre cuite du haut-relief, représentant des têtes extraites de l'assemblée des députés, sauvés du démoulage de la terre originale. Un Marquis de Mirabeau, ronde-bosse en plâtre de Dalou, reprenant la pose du haut-relief, est conservé au musée de la Révolution française de Vizille.

## Galerie

Le haut-relief en bronze du Palais Bourbon (1890)
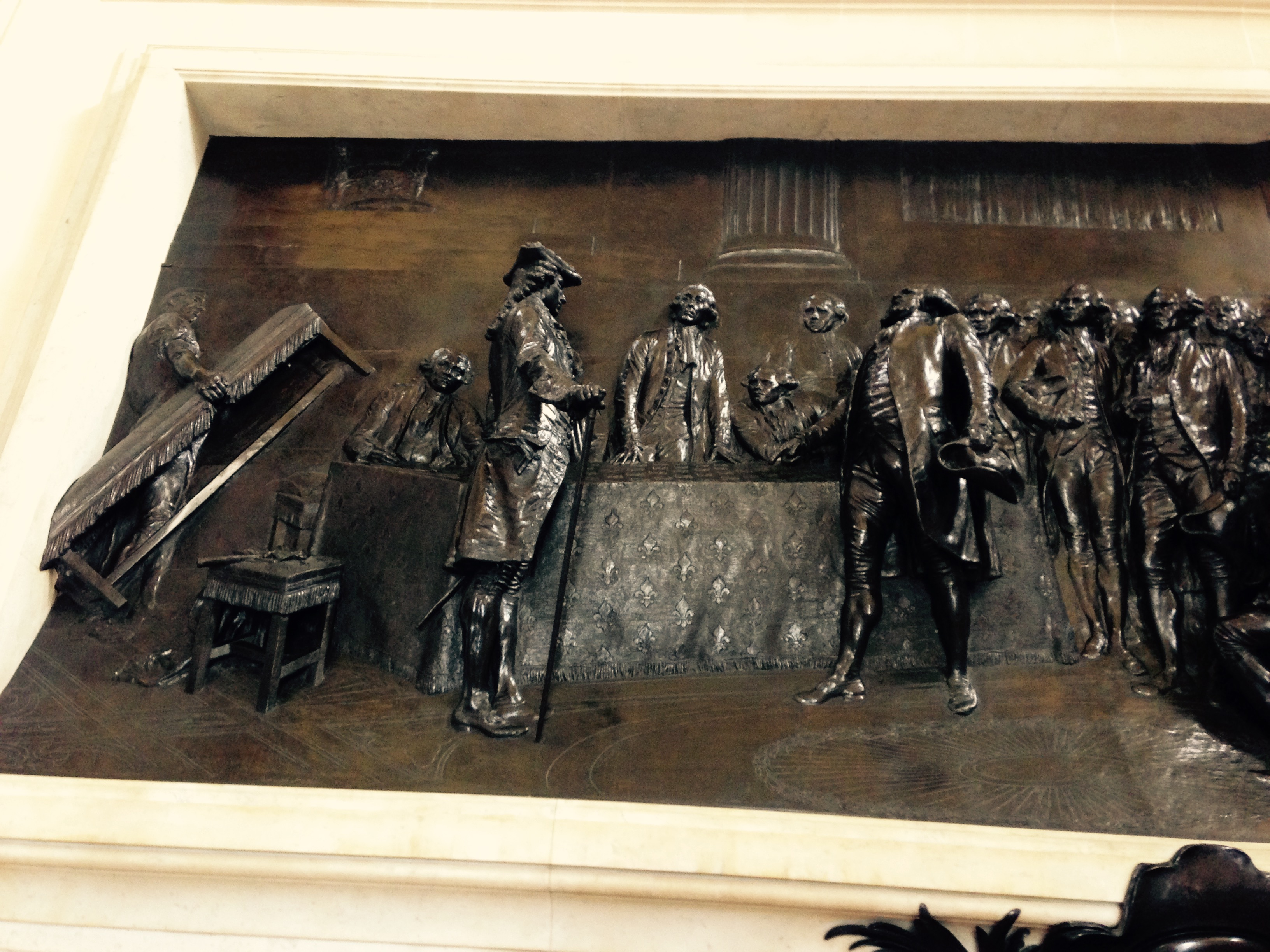
Mirabeau (à droite) faisant face au marquis de Dreux-Brézé (avec la canne).
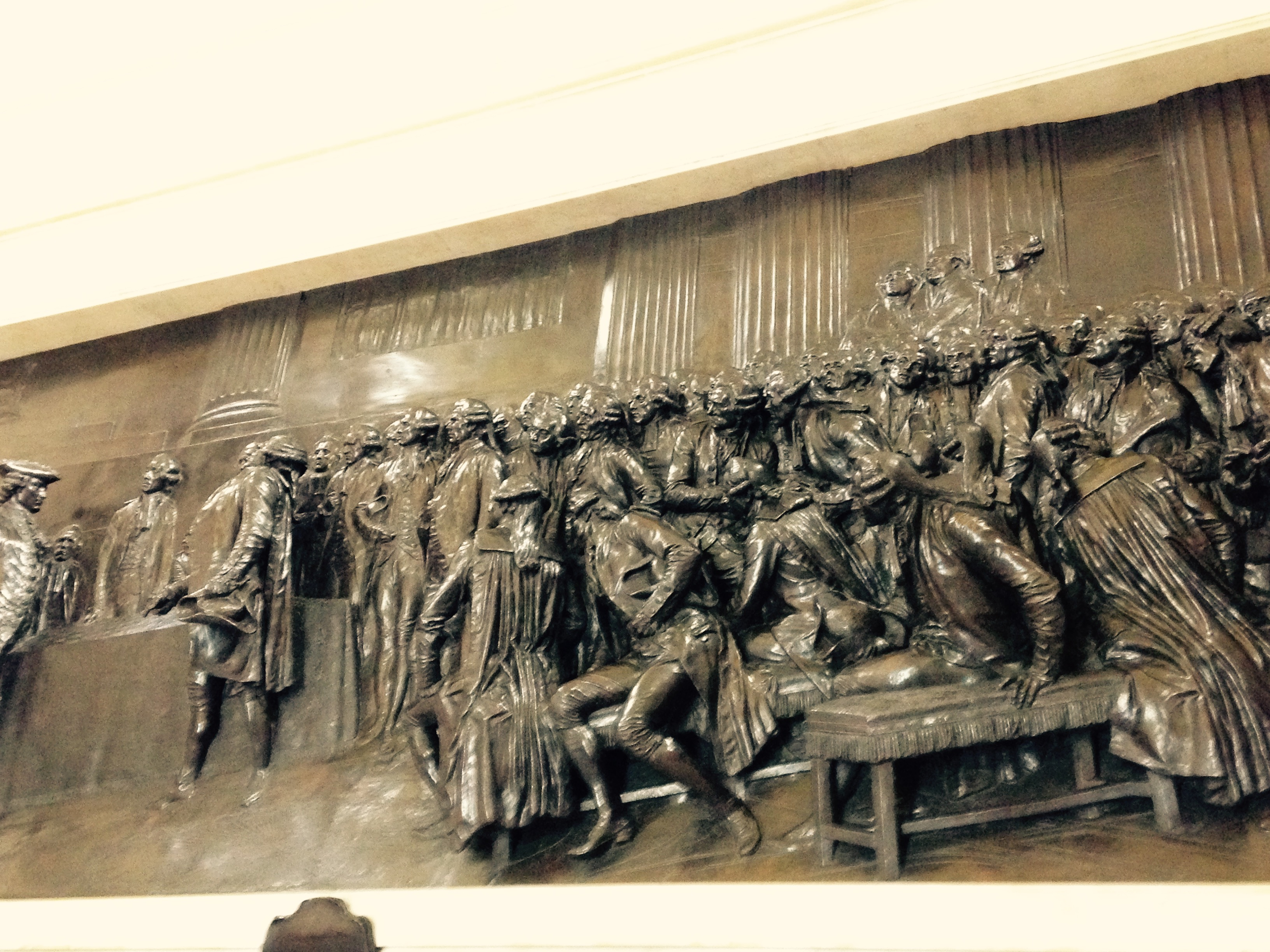
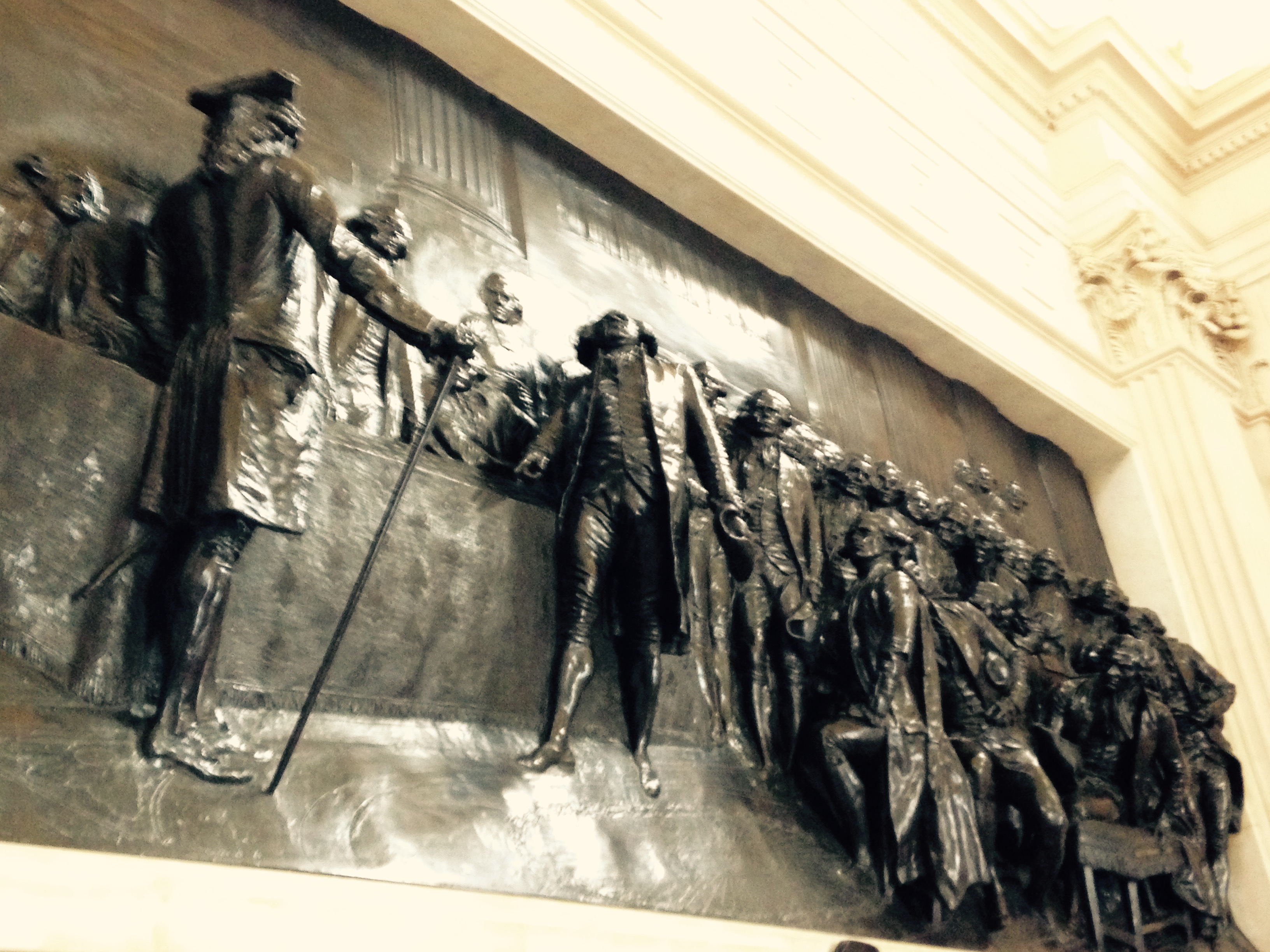

Le modèle en plâtre (1883)
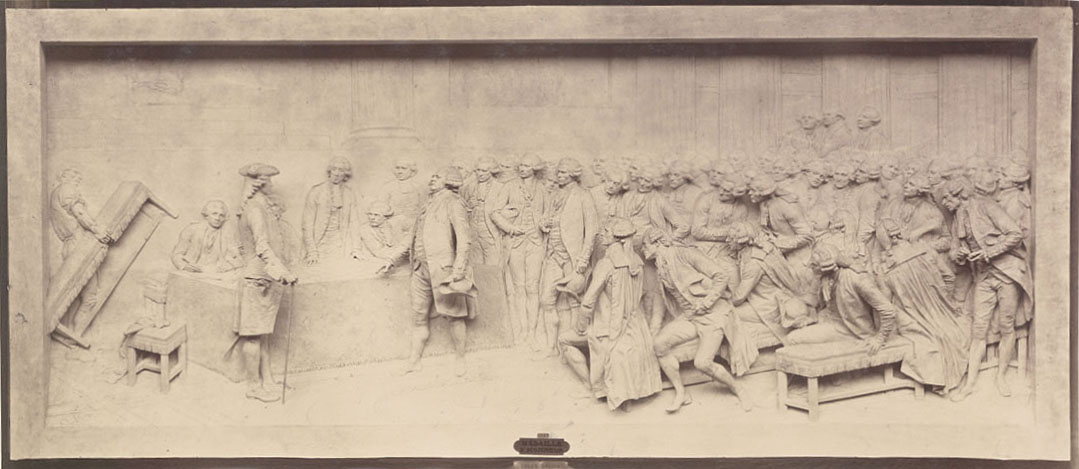
Le plâtre original au Salon de 1883, photographié par G. Michelez.
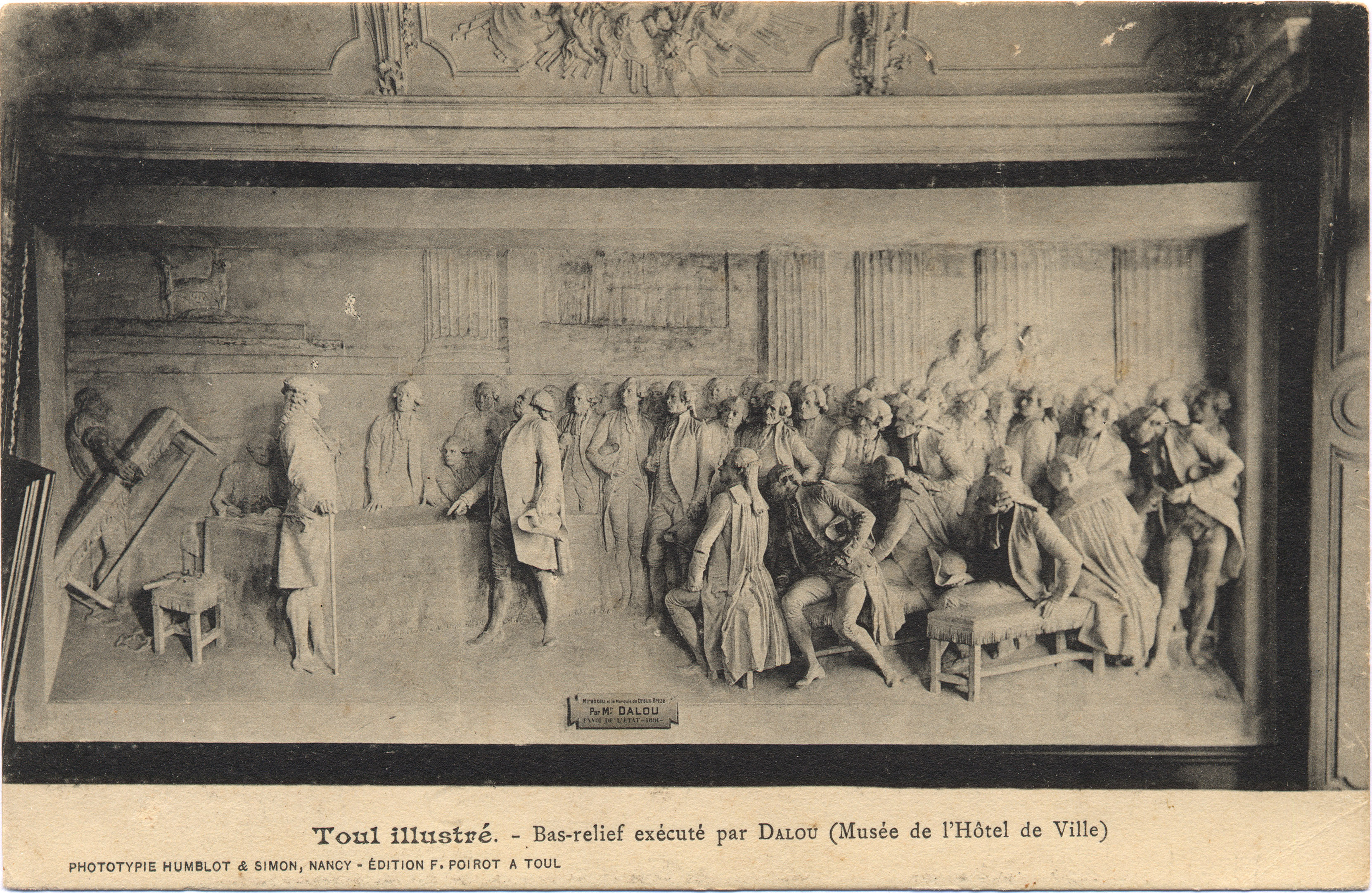
Le plâtre original au musée d'art et d'histoire de Toul (détruit en 1939).
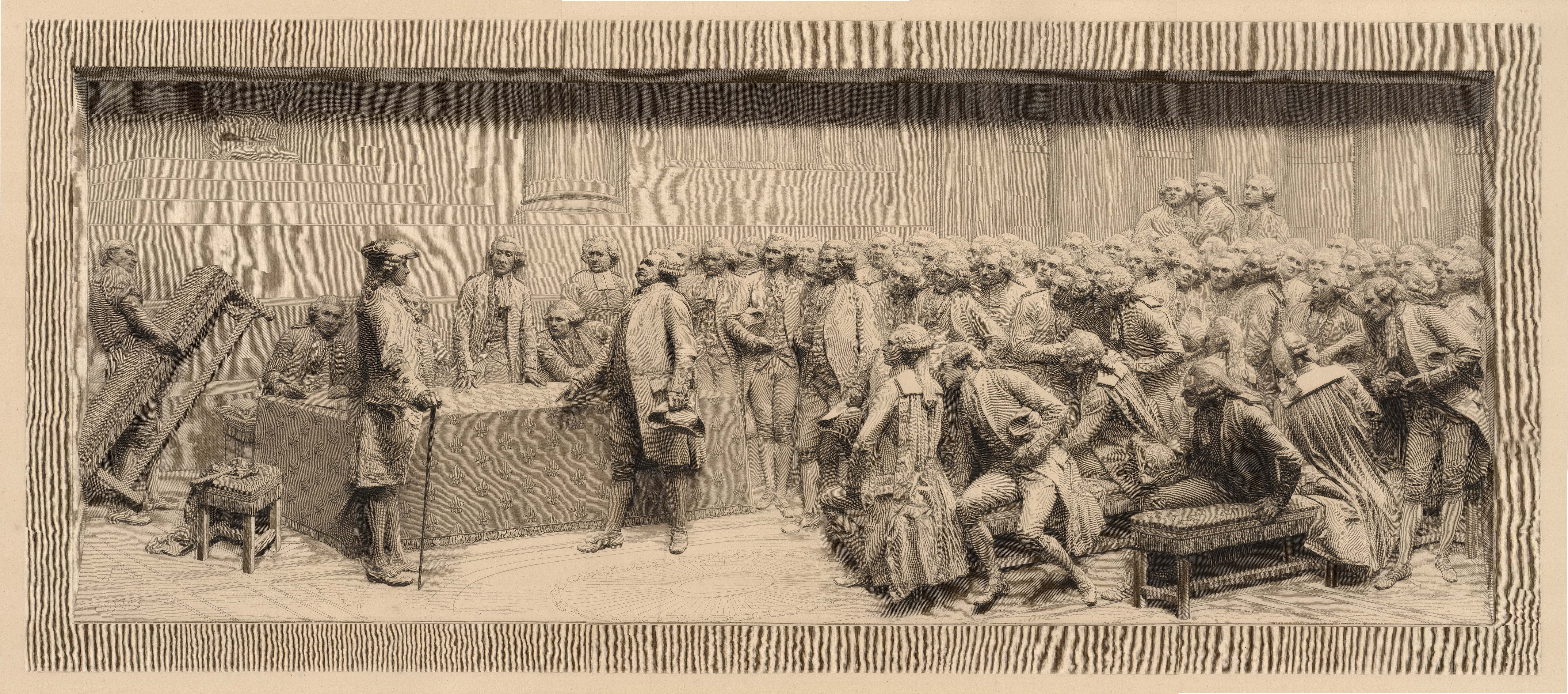
Burin d'après le modèle en plâtre, gravé par Alphonse Lamotte en 1889.